# L'ultima profezia del mondo degli uomini. L'epilogo
L'ultima profezia del mondo degli uomini. L'epilogo è un romanzo fantasy di Silvana De Mari pubblicato da Fanucci Editore nel 2012.

## Storia editoriale
Il romanzo è la quinta e ultima puntata della saga iniziata nel 2004 con L'ultimo elfo e poi proseguita l'anno successivo con L'ultimo orco, con Gli ultimi incantesimi nel 2008 e con L'ultima profezia del mondo degli uomini nel 2010.
Nel libro si conclude la vicenda di Rankstrail e Rosalba impegnati nel portare la pace nel mondo immaginario creato dall'autrice. Dopo aver pacificato il mondo degli Orchi le vicende si spostano alla scoperta di una minaccia ancor più temibile rappresentata dagli Yurdoni. Nelle intenzioni dell'autrice il libro avrebbe dovuto intitolarsi L'ultimo giro della spirale, riprendendo i riferimenti contenuti nella storia alla spirale aurea, trait d'union fra le vicende che si incrociano nella narrazione, ma fu pubblicato dall'editore con un esplicito ma anonimo richiamo al precedente volume.
Un anno prima Silvana De Mari aveva dato alle stampe, sempre per Fanucci, il prequel dell'L'ultimo elfo e dell'intera storia, con il romanzo Io mi chiamo Yorsh. 
Nel 2020 i due volumi L'ultima profezia del mondo degli uomini e L'ultima profezia del mondo degli uomini - l'epilogo sono stati ripubblicati da Ares col titolo L'ultimo mago.

## Trama
Dopo le vicende del precedente libro l'impero orco vive in pace a fianco del regno degli Uomini. Il confine delle terre ignote si è spostato sempre più a oriente. Oltre una muraglia maltenuta vive il feroce popolo degli Yurdoni. Sotto il loro attacco l'impero orco crolla e il regno degli Uomini viene travolto. Gli Yurdoni rimpolpano le loro file con bambini rapiti al mondo degli Uomini. Uno di questi bambini, è Arsiel, che porta nel mondo degli invasori il sangue di Rankstrail e Rosalba nonché il ricordo del giocattolo elfico per eccellenza: la trottola che riproduce la spirale aurea, il simbolo dell'infinito. Tra le file degli Yurdoni c'è Kail, Yurdone della stirpe di Rankstrail, il soldato più disprezzato della sua armata, con una trottola nascosta nella giubba lisa. Grazie a un'antica profezia dettata mezzo millennio prima da Arduin, gli Uomini saranno capaci di risollevare la testa, ritrovare la dignità e far rinascere la libertà. Quando il male travolge il mondo, chiunque può essere quello che fa la differenza.

## Edizioni
Silvana De Mari, L'ultima profezia del mondo degli uomini. L'epilogo, 1ª ed., Roma, Fanucci Editore, 2012,  p. 297, ISBN 978-88-347-2118-6.